# 江績
江绩（338年—401年），字仲元，东晋陈留郡圉县（治今河南省杞县西南）人，江灌的儿子。
江绩有志气，开始担任秘书郎。为会稽王司马道子骠骑主簿，多有规谏。历任谘议参军，出为南郡相。隆安元年（397年），南兖州刺史王恭起兵反对会稽王司马道子与其子司马元显。荆州刺史殷仲堪举兵响应王恭，讨伐谯王司马尚之。邀江绩与殷顗同行，江绩坚拒不从。殷顗害怕他导致灾祸，在殷仲堪面前劝解。江绩依然执正不屈，殷仲堪不敢强迫。事情平定，朝廷得知后加勉，征为御史中丞。江绩担任御史中丞，奏劾无所屈挠。司马元显专政骄横，江绩密启司马道子想要上奏弹劾，司马道子不许。司马元显听说后开始恨江绩。不久后江绩在官任上去世。